# Barajas (Ávila)
Barajas es una localidad española perteneciente al municipio de Navarredonda de Gredos, en la provincia de Ávila (Castilla y León). En el año 2018 tenía una población de 138 habitantes.

## Demografía
| Gráfica de evolución demográfica de Barajas entre 2000 y 2011                 |
|                                                                               |
| Población (2000-2011) según el nomenclátor de unidades poblacionales del INE. |